# 原始少年リュウ
『原始少年リュウ』（げんししょうねんリュウ）は、『週刊少年チャンピオン』で連載されていた石森章太郎（後の石ノ森章太郎）の漫画作品、およびこれを原作とする東映動画（現・東映アニメーション）制作のテレビアニメである。1971年（昭和46年）10月30日から1972年（昭和47年）3月25日まで毎週土曜 19:00 - 19:30 (JST) に、TBS系列局 にて全22話が放送された。

## ストーリー
人類と恐竜が共存する原始時代を舞台に猿人キティに育てられたリュウが、ランとドンを連れて母を捜す苦難と戦いの旅を描く。リュウは肌が白いため、常に妬みのタカに命を狙われる。ところが、敵同士であるタカの実兄のキバとは親子のような友情関係となる。キバはチラノ（ティラノサウルス）を倒すことに執念を燃やし、最後にはチラノに殺される。

## 概要
石森章太郎（後の石ノ森章太郎）が、1969年（昭和44年）に『少年マガジン』で連載した『リュウの道』を自ら脚色。時代設定を原始時代にし、1971年（昭和46年）に『週刊少年チャンピオン』で連載した。
アニメ版では、主人公リュウがさまざまな困難に遭いながら母を捜す旅を続ける姿が描かれた。舞台を原始時代のみに限定しており、漫画版で描かれたアトランティスが省略されている。

## アニメ版
アニメは前述の通り、東映動画が制作を担当し、1971年10月30日から1972年3月25日までTBS系列局で放送。放送時間は、土曜 19:00 - 19:30 （日本標準時）。TBSの土曜19:00枠初のシリーズアニメだが、次番組『海のトリトン』以降は当時JNNに加盟していた朝日放送製作となり、以来、この枠では朝日放送 → 毎日放送と関西の準キー局が製作するアニメが放送されていた。そのため、同時間帯で放送のTBS製作アニメは、本作が唯一の作品となっている。
放送開始1週間前までは同時間帯で、同じく石森章太郎原作・東映動画制作の劇場アニメ『空飛ぶゆうれい船』（1969年公開）と『海底3万マイル』（1970年公開）それぞれを分割放送する『秋のまんが祭り』が放送されていた。

### キャスト
- リュウ - 井上真樹夫
- ラン - 平井道子
- ドン - 太田淑子（ドンが登場する前の第5話までは丸山裕子がクレジットされている）
- タカ - 村越伊知郎
- キバ - 納谷悟朗、谷津勲（第22話のみ）
- リュウの母 - 瀬能礼子
- その他 - 槐柳二、池水通洋、沢りつお、田の中勇、辻村真人、峰恵研、牧野和子、作間功、市川治、菊地紘子、梶哲也、安原義人、杉山佳寿子、阪脩、千々松幸子、山下啓介

### スタッフ
- 製作担当 - 江藤昌治
- 企画 - 横山賢二（東映動画）
- 原作 - 石森章太郎
- 音楽 - 大塩潤
- 作画 - 才田俊次、高橋春男、山内昇寿郎、西城隆詞、兼森義則、細谷秋夫、荒木伸吾 他
- 背景 - 陶山尚治、池田秀雄、勝又激、赤保谷あい子、伊藤攻洋、海老沢一男、越園枝
- 撮影 - 藤橋秀行、高橋宏固、高梨洋一、与那原良明、井出昭一郎、細田民男、菅谷正昭、平尾三喜
- 編集 - 鳥羽亮一、本山収
- 録音 - 波多野勲、二宮健治
- 効果 - 大平紀義
- 記録 - 中嶋晴代、的場節代、池田紀代子、黒石陽子、大橋千加子、安藤豊子、早見佐代子、高野ヒサ子
- 選曲 - 宮下滋
- 演出助手 - 小湊洋市、山田勝久、中込綏彦、山口秀憲、浦上昭人、早川啓二
- 製作進行 - 三沢徹夫、山吉康夫、菅原吉郎、川添隆志、堂山喜史、佐野禎史、武田嘉昭、古沢義治
- 現像 - 東映化学
- 制作 - 東映、TBS
- コピーライト - © 石森プロ・東映アニメーション

### 音楽
音楽を担当した大塩潤とは、裏番組の『天才バカボン』の音楽も担当していた渡辺岳夫の変名である。
水木一郎は、本作のオープニングテーマでアニメ・特撮ソング界にデビューした。

#### 主題歌
オープニングテーマ - 「原始少年リュウが行く」
作詞 - 石森章太郎 / 作曲 - 大塩潤 / 編曲 - 高原哲 / 歌 - 水木一郎
エンディングテーマ - 「ランのうた」
作詞 - 石森章太郎 / 作曲 - 大塩潤 / 編曲 - 高原哲 / 歌 - 堀江美都子

### 放映リスト
| 話 | 放映日          | サブタイトル     | 脚本     | 演出       | 作画監督   | 美術            |
| -- | --------------- | ---------------- | -------- | ---------- | ---------- | --------------- |
| 1  | 1971年 10月30日 | 原始の掟         | 近藤正   | 田宮武     | 小松原一男 | 浦田又治        |
| 2  | 11月6日         | チラノの恐怖     | 布勢博一 | 明比正行   | 熊尾義之   | 辻忠直          |
| 3  | 11月13日        | タカの復讐       | 押川国秋 | 高見義雄   | 田中英二   | 伊藤攻洋        |
| 4  | 11月20日        | 傷だらけの追跡   | 近藤正   | 蕪木登喜司 | 森利夫     | 辻忠直          |
| 5  | 11月27日        | ヤマネコ族の陰謀 | 近藤正   | 新田義方   | 我妻宏     | 浦田又治        |
| 6  | 12月4日         | 狩場争い         | 押川国秋 | 葛西治     | 小松原一男 | 浦田又治        |
| 7  | 12月11日        | 血みどろの勇者   | 近藤正   | 久岡敬史   | 田中英二   | 辻忠直          |
| 8  | 12月18日        | 運命の出会い     | 押川国秋 | 田宮武     | 熊尾義之   | 山崎誠          |
| 9  | 12月25日        | 悪魔の石         | 安藤豊弘 | 明比正行   | 森利夫     | 伊藤攻洋        |
| 10 | 1972年 1月1日   | 吹雪の中の巨人   | 押川国秋 | 高見義雄   | 藤原万秀   | 辻忠直          |
| 11 | 1月8日          | 神の山の怒り     | 近藤正   | 蕪木登喜司 | 我妻宏     | 辻忠直          |
| 12 | 1月15日         | 愛情ある特訓     | 押川国秋 | 新田義方   | 小松原一男 | 山崎誠          |
| 13 | 1月22日         | 火の罠           | 押川国秋 | 葛西治     | 田中英二   | 浦田又治        |
| 14 | 1月29日         | 勇者の墓         | 押川国秋 | 久岡敬史   | 熊尾義之   | 浦田又治 勝又激 |
| 15 | 2月5日          | 狂った孤島       | 近藤正   | 田宮武     | 森利夫     | 辻忠直          |
| 16 | 2月12日         | 人間野獣         | 安藤豊弘 | 明比正行   | 藤原万秀   | 山崎誠          |
| 17 | 2月19日         | 断崖の絶叫       | 近藤正   | 高見義雄   | 我妻宏     | 浦田又治        |
| 18 | 2月26日         | 巨象の暴走       | 押川国秋 | 蕪木登喜司 | 熊尾義之   | 山崎誠          |
| 19 | 3月4日          | 吠えろ狼         | 真弓典正 | 新田義方   | 小松原一男 | 横井三郎        |
| 20 | 3月11日         | 奴隷狩り         | 安藤豊弘 | 葛西治     | 森利夫     | 土田勇          |
| 21 | 3月18日         | 人間の牙         | 真弓典正 | 久岡敬史   | 荒木伸吾   | 辻忠直          |
| 22 | 3月25日         | 明日に向って     | 押川国秋 | 明比正行   | 我妻宏     | 浦田又治        |

### 放送局
- 東京放送：土曜 19:00 - 19:30（制作局）
- 青森テレビ：土曜 19:00 - 19:30[2]
- 岩手放送：土曜 19:00 - 19:30[2]
- 東北放送：土曜 19:00 - 19:30[2]
- 秋田放送：木曜 17:30 - 18:00[3]
- 山形テレビ：月曜 19:00 - 19:30[4]
- 北陸放送：土曜 19:00 - 19:30[5]
- 福井テレビ：火曜 18:00 - 18:30[6]

### ネット配信
- 2023年7月19日より、YouTubeの「東映アニメーションミュージアムチャンネル」から第1話が常時無料配信されている。同チャンネルはそれまで石ノ森章太郎原作・東映アニメーション作品は配信されていなかったが、同日より『サイボーグ009』（モノクロテレビアニメ版）・『さるとびエッちゃん』と共に配信を開始した。

## 漫画
- 週刊少年チャンピオン（1971年42号 - 1972年16号 石森章太郎）
- 小学一年生（1971年11月号 - 1972年4月号 馬場秀夫、1972年1月増刊号 高須礼二）
- 小学二年生（1971年11月号 いいだひろ詩、1971年12月号 - 1972年4月号 丹治道雄）
- 小学三年生（1971年11月号 - 1972年3月号 林ひさお）

## 映像ソフト化
2005年11月30日に全話収録のDVD-BOXが発売。2008年7月21日発売の『石の森章太郎生誕70周年記念DVD-BOX』に第1話が収録された。

## リュウ三部作
- リュウの道
- 原始少年リュウ
- 番長惑星